# Lavausseau

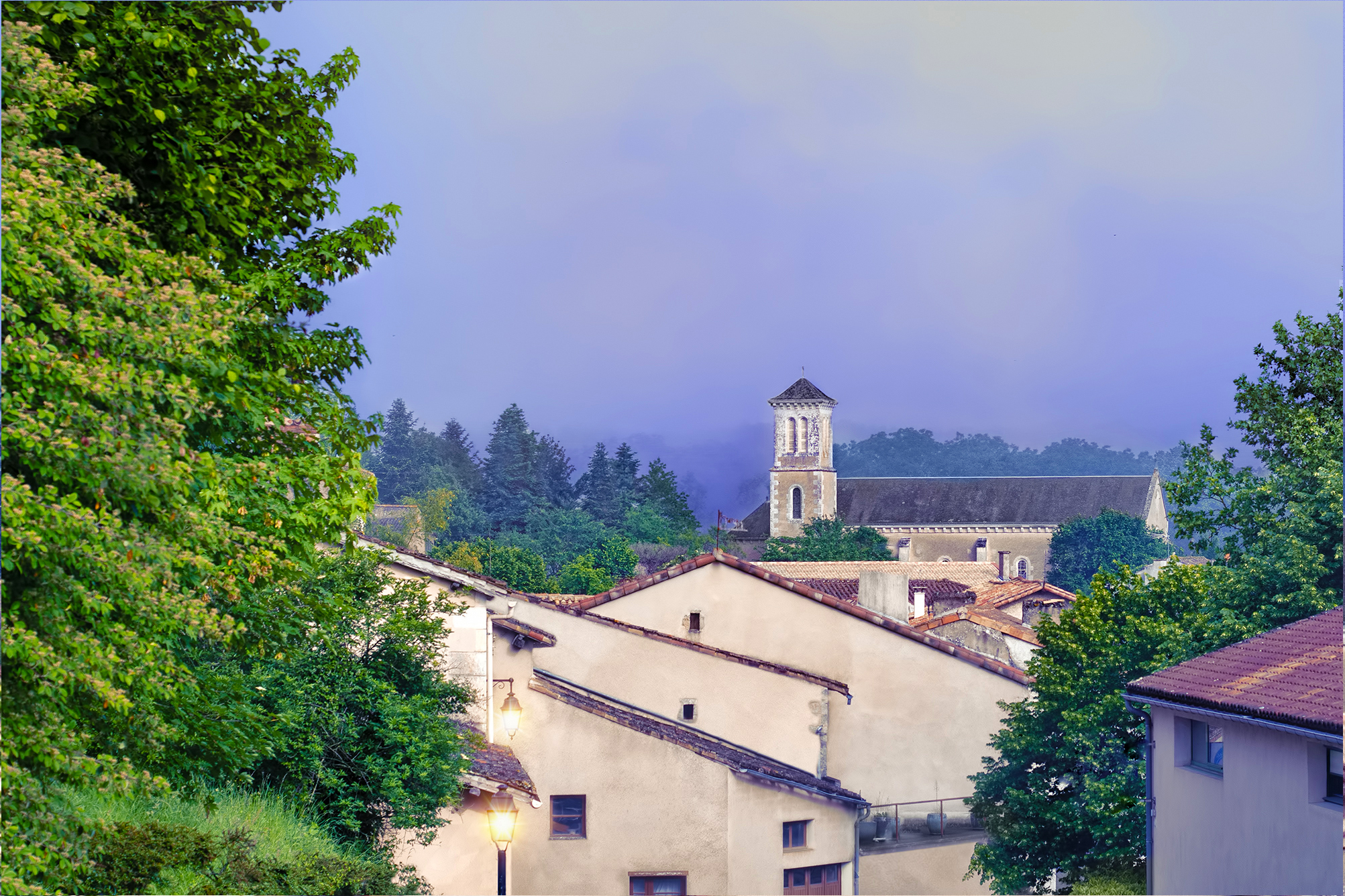
Lavausseau (2018)

Lavausseau ist eine Commune déléguée in der französischen Gemeinde Boivre-la-Vallée mit 783 Einwohnern (Stand: 1. Januar 2022) im Département Vienne in der Region Nouvelle-Aquitaine (vor 2016: Poitou-Charentes). Die Einwohner werden Lavausséens genannt.
Die Gemeinde Lavausseau wurde am 1. Januar 2019 mit La Chapelle-Montreuil, Benassay und Montreuil-Bonnin zur Commune nouvelle Boivre-la-Vallée zusammengeschlossen. Sie hat seither den Status einer Commune déléguée. Die Gemeinde Lavausseau gehörte zum Arrondissement Poitiers und zum Kanton Vouneuil-sous-Biard (bis 2015: Kanton Vouillé).

## Geographie
Lavausseau liegt etwa 20 Kilometer westnordwestlich von Poitiers am Boivre. Umgeben wird Lavausseau von den Ortschaften Latillé im Norden, Montreuil-Bonnin im Osten, La Chapelle-Montreuil im Osten und Südosten, Jazeneuil im Süden, Curzay-sur-Vonne im Südwesten sowie Benassay im Westen. 
Durch die Gemeinde führt die Route nationale 149.

## Bevölkerungsentwicklung
| Jahr                      | 1962 | 1968 | 1975 | 1982 | 1990 | 1999 | 2006 | 2013 |
| Einwohner                 | 599  | 620  | 600  | 665  | 715  | 702  | 764  | 809  |
| Quelle: Cassini und INSEE |      |      |      |      |      |      |      |      |

## Sehenswürdigkeiten
- Komtur von Laveausseau, Monument historique seit 1928/1969
- Haus des Johanniterordens